# 1959年の映画
1959年の映画（1959ねんのえいが）では、1959年（昭和34年）の映画分野の動向についてまとめる。
1958年の映画 - 1959年の映画 - 1960年の映画

## 出来事

### 世界
- 1月22日 - 英国、フリー・シネマの1本『年上の女』（ジャック・クレイトン監督）公開[1]。5月28日、同じくフリー・シネマの1本『怒りを込めて振り返れ（英語版）』（トニー・リチャードソン監督）公開[1][2]。
- 3月11日 - フランス、ヌーヴェルヴァーグを代表する作品『いとこ同志』（クロード・シャブロル監督）公開[1][3]。5月4日、同じくヌーヴェルヴァーグを代表する作品『大人は判ってくれない』（フランソワ・トリュフォー監督）公開[4][1]。
- 5月 - 第12回カンヌ国際映画祭で『白鷺』の衣笠貞之助監督が特別表彰[5][注 1]、アラン・レネ監督の日仏合作『二十四時間の情事』が国際映画批評家連盟賞と映画テレビ作家協会賞を受賞[8][7]。
- 5月4日 - 第6回アジア映画祭がマレーシアのクアラルンプールで開催（8日まで）[9]。
- 7月 - スペインの第7回サン・セバスティアン国際映画祭で五所平之助監督『蟻の街のマリア』がカトリック賞受賞[10]。
- 7月8日 - 第9回ベルリン国際映画祭で黒澤明監督の『隠し砦の三悪人』が銀熊賞 (監督賞)[9]と国際評論家連盟賞を受賞[11][注 2]。『裸の太陽』（家城巳代治監督）が青年映画賞を受賞[12]。
- 8月 - 第1回モスクワ国際映画祭(英語版)で島耕二監督『いつか来た道』が審査員特別賞受賞[13][注 3]、木村荘十二監督『千羽鶴』[14]が平和委員会特別賞受賞[13]。
- 10月 - 日映新社の記録映画『花嫁の峰 チョゴリザ』[15]、伊トレント国際山岳映画祭シャクナゲ賞（第2位）受賞[16]。
- 月日不詳
  - 前年1958年1月に米ソ文化交流協定（レイシー・ザルビン協定（英語版））が締結[17][1]。アメリカ映画『マーティ』とソビエト映画『戦争と貞操』が交換上映される[1]。

### 日本
- 1月
  - 1月14日 - 日本映画製作者連盟の映画製作部会、専属俳優のテレビ出演許可制を強化する[6][18]。
  - 1月15日 - 小林正樹監督『人間の條件 第一・二部』公開[1][19]。
  - 1月26日 - 東宝、撮影所現像課を分離し、キヌタ・ラボラトリーを設立[18]。
- 2月
  - 『戦艦ポチョムキン』が自主上映方式で日本初公開[7]。
  - 2月1日 - 東京・NET（日本教育テレビ、現・テレビ朝日）開局[18]。東映、NETに資本参加[7]。
  - 2月5日 - 東映テレビ・プロダクションを東映テレビ映画に商号変更[12]。
  - 2月18日 - 西ドイツ・ミュンヘン日本映画週間に日本映画製作者連盟代表団団長として東宝・清水雅社長が出発[18]。
  - 2月21日 - 大阪梅田・北野劇場、洋画ロードショー劇場としてリニューアルオープン、オープニング作品は『旅』（アナトール・リトヴァク監督）[16]。
- 3月
  - 日本映画監督協会、新東宝による旧作品の無断改題と改竄（）に厳重抗議[6][20][7]。
  - 3月1日 - 大阪・毎日放送、東京・フジテレビ開局[18]。
  - 3月20日 - 大阪東映会館竣工開館、同会館収容の梅田東映劇場・梅田東映パラス劇場・梅田東映ホールも営業開始[12]。
  - 3月30日 - 黒澤プロダクション設立[6][18]。
- 4月
  - 4月1日 - 東宝配給の朝日ニュースが714号からシネスコ版になる[9]。
  - 4月11日 - 邦画5社、東映に対しテレビ映画の劇場配給中止を申し入れ[12]。4月20日、映連臨時総会で「テレビ映画の劇場配給は自由、劇場映画はテレビに提供しない」ことを確認[12]。
  - 4月28日
    - 東映、30分のテレビ映画2本を編集した「特別娯楽版」を映画館に配給開始[12]。
    - 東宝、中央映画（外国映画輸入・配給）設立[16][7]。5月31日、東宝本社洋画部廃止、洋画配給業務を中央映画に業務移管[16]。
- 5月
  - 5月2日 - 松竹セレクト国際映画設立[16]。
  - 5月8日 -東映テレビ映画が第二東映に改称し、製作開始[12][7][6]。
  - 5月26日 - 1964年のオリンピック開催地が東京に決まる[9]。
- 6月
  - 大映、1本立大作主義興行を実施するが失敗し、3か月で撤退[6]。その後はレンガ式2本立て興行を実施[6]。
  - 6月7日 - フランス映画祭の使節としてジュリアン・デュヴィヴィエ監督と女優ミレーヌ・ドモンジョが来日[9]。
  - 6月20日 - 日仏合作『二十四時間の情事』（別題：ヒロシマ・モナムール、アラン・レネ監督）公開[1][21]。
  - 6月24日 - フランス映画『レ・ミゼラブル』（ジャン＝ポール・ル・シャノワ監督）、東京・有楽座で公開、ヒット[16]。
- 7月
  - 7月8日 - 東京・渋谷宝塚劇場（洋画ロードショー館）、東宝シネマ（名画座）新築オープン[16][9]。
  - 7月27日 - 既存のニュース6社が東映をニュース映画の不当廉売で公正取引委員会に提訴[22]。東映ニュースはCM付きの無料配布であったため、他社は衝撃を受ける[10]。1961年、和議によって円満解決[23]。
- 8月
  - 映倫、新規定に改める[7][24]。
  - 8月1日 - 入場税が入場料金70円以下税率10パーセント、100円以下20パーセント、101円以上30パーセントに軽減される[16][25][7]。
  - 8月2日 - 日活、小林旭主演『南国土佐を後にして』が公開され、大ヒット[26]。このヒットにより「渡り鳥」シリーズが作成されることになる[26]。
  - 8月9日 - 『血斗水滸伝 怒涛の対決』（佐々木康監督）封切り、ヒット[27]。
- 9月
  - 9月1日
    - 日本映画製作者連盟(映連)の映画製作部会、テレビ5局と「邦画6社契約タレントのテレビ出演協定」を結ぶ[13]。
    - 東映ニュース、配給開始[12][10]。

  - 9月26日 - 伊勢湾台風のため、中部地方の映画館全壊14館、大破半壊50数館の被害[16][10]。28日、映画各社、台風被災の映画人の救済開始[28]。
- 10月
  - 10月8日 - NHKのテレビ登録台数300万台突破[13]。
  - 10月25日 - 東宝、製作1000本記念映画『日本誕生』が公開され、大ヒット[13]。これは東宝全従業員による前売券販売作戦の先駆けになった[13][注 4]。
- 11月
  - 11月2日 - 東映テレビ・プロダクションを新たに設立[12]。
  - 11月3日 - 高橋貞二（33歳）、自動車事故で死去[10][30]。
  - 11月22日 - 有楽座がリニューアル・オープン、70mm映画『ソロモンとシバの女王』を上映[13]。
- 12月
  - 12月8日 - 東宝、砧・目黒・宝塚の3撮影所からなる製作会議を発足させ、製作の一元化を図る[13]。
  - 12月18日 - 大阪・南街劇場を70mm映画館としてリニューアル・オープン[31]。
  - 12月24日 - 大阪・ニューOS劇場オープン[32]。
  - 12月25日 - 初の東映スコープによるカラー長編動画『少年猿飛佐助』公開[33][34]。長編ワイド動画はディズニーの『わんわん物語』（1955年公開）に次いで世界で2本目[35]。

## 日本の映画興行
- 入場料金（大人）
  - 170円（東京の邦画封切館）[36]
  - 108円（統計局『小売物価統計調査（動向編） 調査結果』[37]銘柄符号 9341「映画観覧料」）[38]
- 入場者数 10億8811万人[39] - テレビの影響で映画人口が減少[7][注 5]。
- 興行収入 711億4100万円[39]

| 配給会社 | 年間配給収入 (単位：百万円) | 前年対比 |
| -------- | --------------------------- | -------- |
| 松竹     | 5,386                       | 110.4%   |
| 東宝     | 4,599                       | 094.0%   |
| 大映     | 4,709                       | 088.2%   |
| 新東宝   | 2,064                       | 104.9%   |
| 東映     | 8,557                       | 108.2%   |
| 日活     | 5,542                       | 111.5%   |

出典: 東宝 編『東宝75年のあゆみ 1932 - 2007 資料編』（PDF）東宝、2010年4月、48頁。

## 各国ランキング

### 日本配給収入ランキング
| 順位 | 題名                  | 配給 | 配給収入    |
| ---- | --------------------- | ---- | ----------- |
| 1    | 任侠中仙道            | 東映 | 3億5091万円 |
| 2    | 日本誕生              | 東宝 | 3億4432万円 |
| 3    | 血斗水滸伝 怒涛の対決 | 東映 | 3億1019万円 |
| 4    | 世界を賭ける恋        | 日活 | 2億7789万円 |
| 5    | 男が命を賭ける時      | 日活 | 2億6937万円 |
| 6    | 鉄火場の風            | 日活 | 2億4335万円 |
| 7    | 人間の條件 第三・四部 | 松竹 | 2億3479万円 |
| 8    | 水戸黄門 天下の副将軍 | 東映 | 2億2581万円 |
| 9    | 男なら夢をみろ        | 日活 | 2億0647万円 |
| 10   | 天と地を駈ける男      | 日活 | 1億9652万円 |

出典:『キネマ旬報ベスト・テン85回全史 1924-2011』キネマ旬報社〈キネマ旬報ムック〉、2012年5月、158頁。ISBN 978-4873767550。
| 順位 | 題名                 | 製作国             | 配給                            | 配給収入    |
| ---- | -------------------- | ------------------ | ------------------------------- | ----------- |
| 1    | リオ・ブラボー       | アメリカ合衆国の旗 | ワーナー・ブラザース            | 1億8665万円 |
| 2    | 大いなる西部         | アメリカ合衆国の旗 | 松竹/ユナイテッド・アーティスツ | 1億8428万円 |
| 3    | 騎兵隊               | アメリカ合衆国の旗 | ユナイテッド・アーティスツ      | 1億7401万円 |
| 4    | ワーロック           | アメリカ合衆国の旗 | 20世紀フォックス                | 1億3619万円 |
| 5    | 北北西に進路を取れ   | アメリカ合衆国の旗 | MGM                             | 1億3234万円 |
| 6    | 連邦警察             | アメリカ合衆国の旗 | ワーナー・ブラザース            | 1億1395万円 |
| 7    | ベン・ハー           | アメリカ合衆国の旗 | MGM                             | 1億1275万円 |
| 8    | 大海賊               | アメリカ合衆国の旗 | パラマウント映画                | 1億0950万円 |
| 9    | ソロモンとシバの女王 | アメリカ合衆国の旗 | ユナイテッド・アーティスツ      | 1億0168万円 |
| 10   | 白銀は招くよ!        | 西ドイツの旗       | 東和                            | 9848万円    |

出典:『キネマ旬報ベスト・テン85回全史 1924-2011』キネマ旬報社〈キネマ旬報ムック〉、2012年5月、159頁。ISBN 978-4873767550。

## 受賞
- 第32回アカデミー賞
  - 作品賞 - 『ベン・ハー』 - メトロ・ゴールドウィン・メイヤー
  - 監督賞 - ウィリアム・ワイラー - 『ベン・ハー』
  - 主演男優賞 - チャールトン・ヘストン - 『ベン・ハー』
  - 主演女優賞 - シモーヌ・シニョレ - 『年上の女』
  - 助演男優賞 - ヒュー・グリフィス - 『ベン・ハー』
  - 助演女優賞 - シェリー・ウィンタース - 『アンネの日記』
- 第17回ゴールデングローブ賞
  - 作品賞 (ドラマ部門) - 『ベン・ハー』
  - 主演男優賞 (ドラマ部門) - アンソニー・フランシオサ - 『果てしなき夢』
  - 主演女優賞 (ドラマ部門) - エリザベス・テイラー - 『去年の夏 突然に』
  - 作品賞 (ミュージカル・コメディ部門) - 『お熱いのがお好き』、『ボギーとベス』（タイ）
  - 主演男優賞 (ミュージカル・コメディ部門) - ジャック・レモン - 『お熱いのがお好き』
  - 主演女優賞 (ミュージカル・コメディ部門): マリリン・モンロー - 『お熱いのがお好き』
  - 監督賞 - ウィリアム・ワイラー - 『ベン・ハー』
- 第25回ニューヨーク映画批評家協会賞 - 『ベン・ハー』
- 第12回カンヌ国際映画祭
  - パルム・ドール - 『黒いオルフェ』 - マルセル・カミュ監督、 フランス
- 第20回ヴェネツィア国際映画祭
  - 金獅子賞
    - 『ロベレ将軍』 - ロベルト・ロッセリーニ監督、 イタリア/ フランス
    - 『戦争・はだかの兵隊』 - マリオ・モニチェリ監督、 イタリア/ フランス
- 第9回ベルリン国際映画祭
  - 金熊賞 - 『いとこ同志』 - クロード・シャブロル監督、 フランス
- 第10回ブルーリボン賞
  - 作品賞 - 『キクとイサム』
  - 主演男優賞 - 長門裕之（『にあんちゃん』）
  - 主演女優賞 - 北林谷栄（『キクとイサム』）
  - 監督賞 -   市川崑（『鍵』『野火』）
- 第33回キネマ旬報ベスト・テン
  - 外国映画第1位 - 『十二人の怒れる男』
  - 日本映画第1位 - 『キクとイサム』
- 第14回毎日映画コンクール
  - 日本映画大賞 - 『キクとイサム』
- 第14回文部省芸術祭賞
  - 映画部門（日本劇映画） - 『にあんちゃん』
  - 映画部門（日本記録映画） - 『秘境ヒマラヤ』[48]
  - 映画部門（外国映画） - 『自殺への契約書』[49][50]

## 生誕
- 1月13日 - 太川陽介、 日本、俳優
- 1月14日 - 吉田鋼太郎、 日本、俳優
- 1月16日 - 池上季実子、 日本、女優
- 1月17日 - 山口百恵、 日本、元女優・歌手
- 1月21日 - 京本政樹、 日本、俳優
- 1月22日 - リンダ・ブレア、 アメリカ合衆国、女優
- 2月12日 - 岡田奈々、 日本、女優・歌手
- 2月20日 - モロ師岡、 日本、俳優
- 2月22日 - カイル・マクラクラン、 アメリカ合衆国、俳優
- 3月6日 - トム・アーノルド、 アメリカ合衆国、俳優・コメディアン
- 3月8日 - エイダン・クイン、 アイルランド アメリカ合衆国、俳優
- 3月15日 - レニー・ハーリン、 フィンランド、映画監督・プロデューサー
- 3月18日 - リュック・ベッソン、 フランス、映画監督・プロデューサー
- 3月18日 - アイリーン・キャラ、 アメリカ合衆国、女優・歌手
- 3月22日 - マシュー・モディーン、 アメリカ合衆国、俳優
- 3月23日 - キャサリン・キーナー、 アメリカ合衆国、女優
- 3月23日 - 伊倉一恵、 日本、声優
- 4月15日 - エマ・トンプソン、 イングランド、女優
- 4月17日 - ショーン・ビーン、 イングランド、俳優
- 4月19日 - 根本りつ子、 日本、女優
- 6月11日 - ヒュー・ローリー、 イングランド、俳優
- 6月22日 - ウェイン・フェダーマン、 アメリカ合衆国、俳優・コメディアン
- 6月17日 - 矢尾一樹、 日本、声優
- 6月30日 - ヴィンセント・ドノフリオ、 アメリカ合衆国、俳優
- 7月12日 - 片平なぎさ、 日本、女優・歌手
- 7月16日 - 古手川祐子、 日本、女優
- 7月26日 - ケヴィン・スペイシー、 アメリカ合衆国、俳優
- 8月10日 - ロザンナ・アークエット、 アメリカ合衆国、女優
- 8月14日 - マーシャ・ゲイ・ハーデン、 アメリカ合衆国、女優
- 8月24日 - 雨宮慶太、 日本、映画監督
- 8月29日 - レベッカ・デモーネイ、 アメリカ合衆国、女優
- 9月2日 - 中島哲也、 日本、映画監督
- 9月5日 - グレアム・ヨスト、 カナダ、脚本家
- 9月9日 - エリック・セラ、 フランス、作曲家
- 10月21日 - 渡辺謙、 日本、俳優
- 11月10日 - 原日出子、 日本、女優
- 11月11日 - 田中美佐子、 日本、女優
- 11月14日 - ポール・マッギャン、 イギリス、俳優
- 11月19日 - アリソン・ジャニー、 アメリカ合衆国、女優
- 11月28日 - ジャド・ネルソン、 アメリカ合衆国、俳優
- 12月13日 - ジョニー・ウィッテカー、 アメリカ合衆国、俳優
- 12月29日 - パトリシア・クラークソン、 アメリカ合衆国、女優
- 12月31日 - ヴァル・キルマー、 アメリカ合衆国、俳優
- 12月31日 - 高樹澪、 日本、女優

## 死去
| 日付 | 日付 | 名前                       | 国籍           | 年齢  | 職業                     |
| 1月  | 18日 | 竹内良一                   | 日本           | 55    | 俳優                     |
| 1月  | 21日 | セシル・B・デミル          | アメリカ合衆国 | 77    | 映画監督・プロデューサー |
| 2月  | 1日  | マダム・サル・テ・ワン     | アメリカ合衆国 | 85    | 女優                     |
| 2月  | 4日  | ウナ・オコナー             | アイルランド   | 78    | 女優                     |
| 2月  | 5日  | グウィリ・アンドレ         | デンマーク     | 51    | 女優                     |
| 3月  | 3日  | ルー・コステロ             | アメリカ合衆国 | 52    | コメディアン・俳優       |
| 6月  | 16日 | ジョージ・リーヴス         | アメリカ合衆国 | 45    | 俳優                     |
| 6月  | 18日 | エセル・バリモア           | アメリカ合衆国 | 79    | 女優                     |
| 8月  | 6日  | プレストン・スタージェス   | アメリカ合衆国 | 60    | 映画監督                 |
| 9月  | 12日 | 日守新一                   | 日本           | 52    | 俳優                     |
| 10月 | 14日 | エロール・フリン           | オーストラリア | 50    | 俳優                     |
| 10月 | 23日 | イェルダ・ルンドクヴィスト | スウェーデン   | 88    | 女優                     |
| 11月 | 20日 | シルヴィア・ロペス         | フランス       | 27-28 | 女優                     |
| 11月 | 25日 | ジェラール・フィリップ     | フランス       | 36    | 俳優                     |

## 映画デビュー
- ミア・ファロー
- リチャード・ハリス
- リヴ・ウルマン
- ジョージ・C・スコット
- ジェームズ・コバーン
- マーティン・ランドー